# エドゥアール・デュプラン
エドゥアール・デュプラン（Édouard Duplan、1983年5月13日 - ）は、フランス・エソンヌ県アティス＝モンス出身の元プロサッカー選手。現役時代のポジションは、フォワード。

## 経歴
2003年シュワジー＝ル＝ロイでキャリアをスタート。クレルモン・フットで活躍した後、2006年にオランダのRBCローゼンダールに移籍。2007年夏スパルタ・ロッテルダムに移籍。しかし初出場の試合で重傷を負い最初のシーズンはほとんど出場せず終わった。2010年夏FCユトレヒトに移籍。2011-2012シーズン終了後、サポーター投票でチームのベストプレーヤーに選ばれた。